# Manjai Kunda
Manjai Kunda (Schreibvariante: Manjaikunda) ist ein Ortsteil der Gemeinde Kanifing (englisch Kanifing Municipal) im westafrikanischen Staat Gambia.
Der Ortsteil liegt im Westen der Gemeinde und gehört zum Ort Serekunda. Bei der Volkszählung von 1993 wurde Manjai Kunda als eigener Ort mit 4800 Einwohnern gelistet.

## Geographie
Der Ortsteil Bakau New Town (oder Fajara) liegt benachbart im Nordosten, die Grenze stellt der Fajara Golf Course dar. Im Osten liegt der Ortsteil Latri Kunda, hier bildet der Kotu die Grenze. Weiter im Südosten grenzt der Kotu, bis zu der Sayerr Jobe Avenue, auch den Ortsteil Dippa Kunda ab. Bakoteh liegt im Südwesten, die Grenze ist definiert durch die Hauptstraße die von Kotu nach zu der Sayerr Jobe Avenue führt. Ebenfalls durch diese Hauptstraße wird im Westen der Ortsteil Kololi begrenzt. Im Norden liegt die Küste des Atlantischen Ozeans mit dem Kotu Beach.